# Ali Maher
Ali Maher (en árabe: علي ماهر‎; El Cairo, Egipto, 3 de diciembre de 1973) es un exfutbolista y entrenador de fútbol de Egipto que jugaba en la posición de delantero centro. Actualmente es el entrenador del Al-Masry SC.

## Carrera

### Club
| Periodo   | Club        |
| --------- | ----------- |
| 1991-1994 | Tersana SC  |
| 1994-1995 | Al-Ansar FC |
| 1995–2002 | Al-Ahly SC  |
| 2003–2004 | ENPPI Club  |

### Selección nacional
Jugó para Egipto en 24 ocasiones de 1992 a 1998 y anotó 11 goles; ganó la Copa de Naciones Árabe 1992 y los Juegos Panafricanos de 1995 y participó en la Copa Africana de Naciones 1996 donde anotó un gol ante Camerún.

### Entrenador
| Periodo   | Club        |
| --------- | ----------- |
| 2017–2018 | Alassiouty  |
| 2018      | Smouha SC   |
| 2018–2019 | ENPPI Club  |
| 2020–2021 | Al-Masry SC |
| 2021–2023 | Future FC   |
| 2023–     | Al-Masry SC |

## Logros

### Jugador
- Egyptian Premier League: 1995–96, 1996–97, 1997–98, 1998–99, 1999–2000
- Egypt Cup: 1995–96, 2000–01
- CAF Champions League: 2001[4]
- CAF Super Cup: 2002
- Arab Club Champions Cup: 1996
- Arab Super Cup: 1997, 1998
- Arab Nations Cup: 1992
- All-Africa Games: 1995

### Entrenador
- EFA League Cup: 2022